# Burcei
Burcei (in sardo Brucei) è un comune italiano di 2 584 abitanti della città metropolitana di Cagliari.
Conosciuto anche come paese delle ciliegie.

## Origini del nome
Il toponimo dovrebbe derivare dal sardo "burrei", ossia "branco di buoi" o di "vacche".

## Storia
Abitata sin dall'epoca nuragica, l'area era compresa durante il medioevo nel territorio del giudicato di Cagliari, nella curatoria del Campidano di Càlari. Alla caduta del giudicato (1258) passò sotto il dominio pisano e successivamente (secolo XIV) sotto quello aragonese, che lo diedero in feudo dapprima a Berengario Carroz, e successivamente agli Osorio, ai quali fu riscattato nel 1839 con la soppressione del sistema feudale.
L'odierno paese di Burcei sorse verso la fine XVII secolo quando dei gruppi di pastori provenienti principalmente da Sinnai, Settimo San Pietro e Villasalto si stabilirono nella zona costruendo le prime abitazioni.

### Simboli
Lo stemma e il gonfalone di Burcei sono stati concessi con decreto del presidente della Repubblica del 22 ottobre 1963.
Il ramo di spino con cinque fiori d'argento ricorda la famiglia dei Malaspina che furono signori di questo comune; le ciliegie e la capra rappresentano le coltivazioni e l'allevamento predominanti del territorio.
Il gonfalone è un drappo di azzurro.

## Monumenti e luoghi d'interesse

### Architetture religiose
- chiesa parrocchiale di Nostra Signora di Monserrato: fu costruita nel 1886 su progetto dell'architetto cagliaritano Gaetano Cima. L'edificio è caratterizzato da una pianta ottagonale e dal prospetto in stile neoclassico
- chiesa di Santa Barbara

### Siti archeologici

#### Nuraghi
- nuraghe Bruncu su Entosu
- nuraghe Bruncu sa Moddizzi
- nuraghe de su Attu
- nuraghe Dome'Sorcu
- nuraghe sa Serra
- nuraghe su Nuraxi

## Società

### Evoluzione demografica
Abitanti censiti

### Lingue e dialetti
La variante del sardo parlata a Burcei è il campidanese occidentale.

## Amministrazione
| Periodo         | Periodo         | Primo cittadino      | Partito                                       | Carica  | Note   |
| --------------- | --------------- | -------------------- | --------------------------------------------- | ------- | ------ |
| 23 aprile 1995  | 16 aprile 2000  | Rosetta Monni Marcia | lista civica di sinistra                      | Sindaco | [ 7 ]  |
| 16 aprile 2000  | 8 maggio 2005   | Paola Zuncheddu      | lista civica di centro                        | Sindaco | [ 8 ]  |
| 8 maggio 2005   | 30 maggio 2010  | Giuseppe Caria       | lista civica                                  | Sindaco | [ 9 ]  |
| 30 maggio 2010  | 31 maggio 2015  | Giuseppe Caria       | lista civica "Impegno Sviluppo e Innovazione" | Sindaco | [ 10 ] |
| 31 maggio 2015  | 25 ottobre 2020 | Giovanna Zuncheddu   | lista civica "Futuro & Tradizione"            | Sindaco | [ 11 ] |
| 26 ottobre 2020 | in carica       | Simone Monni         | lista civica "Siamo Burcei"                   | Sindaco | [ 12 ] |

## Sport

### Eventi sportivi
Per quanto riguarda l'automobilismo, l'evento principale è la cronoscalata San Gregorio-Burcei.

### Calcio
La principale squadra di calcio del paese è la Polisportiva Burcerese che milita nel girone B sardo di Terza Categoria.